# Mas'ud Barzani

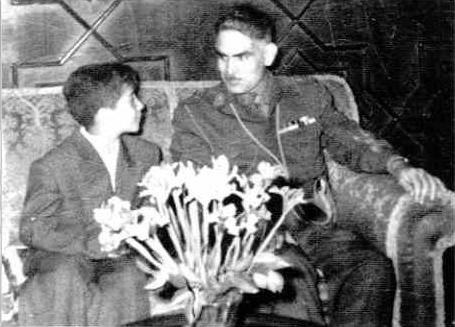
Un giovane Mesûd Barzanî con il primo ministro dell'Iraq Abd al-Karim Qasim.

Mas'ud Barzani (in curdo مه‌سعوود بارزانی‎, Mesûd Barzanî; in arabo مسعود برزاني‎?, Masʿūd Bārzānī; Mahabad, 16 agosto 1946) è un politico curdo con cittadinanza irachena, dal 1979 capo del Partito Democratico del Kurdistan (PDK). È stato Presidente della regione del Kurdistan iracheno, provincia autonoma dell'Iraq, dal 2005 al 2017.

## Biografia
Mas'ud è figlio di Mustafa Barzani, eroe delle Resistenza curda in Iraq e fondatore del PDK. Masʿūd nacque a Mahabad, nel Kurdistan iraniano, all'epoca dell'effimera Repubblica di Mahabad, mentre suo padre occupava la carica di comandante in capo delle forze curde. Ha cinque figli e tre figlie.

### Combattente curdo
Masʿūd Bārzānī è succeduto al padre come leader del PDK nel 1979. Combatté a fianco del fratello Idrīs Bārzānī tra i gruppi indipendentistici curdi nel corso della guerra Iran-Iraq, fino alla morte di Idrīs. All'epoca le autorità curde irachene erano in esilio in Iran. 
A seguito della disfatta dell'Iraq di Saddam Hussein nel corso della prima guerra del Golfo, le forze curde riuscirono a recuperare una parte del territorio curdo iracheno.
Il Kurdistan iracheno fu allora oggetto di contesa fra i due principali movimenti curdi: il PDK da lui guidato, e l'UPK (Unione Patriottica del Kurdistan) di Jalāl Ṭālābānī. Il Kurdistan iracheno incorporò la maggior parte del territorio dei tre precedenti governatorati di Duhok, Hewler e Silemani.

### Presidente della regione autonoma del Kurdistan iracheno
Eletto una prima volta nel giugno del 2005 Presidente della regione autonoma del Kurdistan iracheno, Masʿūd Bārzānī è stato confermato alla Presidenza, col 66% dei voti popolari, nel mese di luglio del 2009.
Nel 2017, il tasso di disoccupazione è superiore al 20 per cento, e il 30 per cento della popolazione della regione del Kurdistan vive sotto la soglia di povertà. Al contrario, ci sono quasi 9 000 uomini d'affari nella regione del Kurdistan la cui ricchezza è sopra un milione di dollari.
Barzani ha cercato di privatizzare il settore sanitario senza apportare alcuna regolamentazione per gli ospedali privati. Nel gennaio 2017, Barzani ha detto che il KRG saprebbe privatizzare il sistema sanitario, considerando che, secondo la Costituzione irachena il servizio sanitario in Iraq è un diritto naturale e libero.
Il 29 ottobre 2017 ha annunciato le dimissioni dalla carica di presidente, con effetto dal momento della scadenza del suo mandato, il 1º novembre successivo.